# Col de l'Aprica
Le col de l'Aprica est un col des Alpes italiennes situé en Lombardie à 1 172 mètres d'altitude. Il constitue la frontière administrative entre la province de Brescia et celle de Sondrio.

## Géographie
Ce col est un passage important entre la Valteline à l'ouest et le val Camonica à l'est. Sur le versant est du col se trouve le village d'Aprica, important centre touristique.

## Cyclisme
Ce col est régulièrement emprunté par le Tour d'Italie. Voici une liste des arrivées à Aprica.
| Année | Jour    | Étape | Départ               | Vainqueur         | Pays      |
| ----- | ------- | ----- | -------------------- | ----------------- | --------- |
| 1962  | 3 juin  | 15e   | Moena                | Vittorio Adorni   | Italie    |
| 1990  | 7 juin  | 17e   | Moena                | Leonardo Sierra   | Venezuela |
| 1991  | 10 juin | 15e   | Morbegno             | Franco Chioccioli | Italie    |
| 1994  | 5 juin  | 15e   | Merano               | Marco Pantani     | Italie    |
| 1996  | 3 juin  | 21e   | Cavalese             | Ivan Gotti        | Italie    |
| 1999  | 3 juin  | 21e   | Madonna di Campiglio | Roberto Heras     | Espagne   |
| 2006  | 27 mai  | 20e   | Trento               | Ivan Basso        | Italie    |
| 2010  | 28 mai  | 19e   | Brescia              | Michele Scarponi  | Italie    |